# Балканский велаят
Балка́нский велая́т (туркм. Balkan welaýaty) — административная единица на западе Туркменистана. Административный центр — город Балканабад (бывший Небит-Даг). Граничит на севере-востоке с Республикой Каракалпакстан в составе Узбекистана, на севере с Мангистауской областью Казахстана, на востоке с Ахалским и Дашогузским велаятами, на юге с Ираном.

## История
Образован 18 мая 1992 года на территории бывшей Балканской области. По площади Балканский велаят занимает 1-е место в стране (на него приходится 28,5 % территории Туркменистана при менее 9 % населения).

## Административно-территориальное деление
Балканский велаят состоит из 6 этрапов и 2 города со статусом этрапа. В велаяте имеется 6 городов, 14 посёлков, 30 генгешлика и 114 сёл.
2 города со статусом этрапа:
1. Балканабад (бывший Небит-Даг),
2. Туркменбаши (бывший Красноводск),

6 этрапов:
1. Берекетский этрап (бывший Казанджикский),
2. Махтумкулийский этрап (бывший Каракалинский),
3. Гызыларватский этрап (бывший Сердарский),
4. Туркменбашийский этрап (бывший Красноводский),
5. Эсенкулийский этрап (бывший Гасан-Кулийский),
6. Этрекский этрап (бывший Кизыл-Атрекский).

## Экономика
Экономика велаята располагает значительными запасами топливных и минерально-сырьевых ресурсов, уникальными климатическими условиями, большим количеством пригодных для сельскохозяйственного освоения земель. Через морские порты Туркменбаши и Хазара осуществляются экспортные и импортные грузовые перевозки.
В 2013 году на территории велаята было произведено 31,0 % промышленной (1 место) и 5,2 % сельскохозяйственной продукции страны (пятое место среди велаятов).
Основу промышленности региона составляют отрасли топливно-энергетического комплекса: нефтедобывающая и нефтеперерабатывающая промышленность, специализирующиеся на добыче и переработке собственного сырья. В 2013 году велаяту принадлежала основная роль в добыче нефти (95,9 %) и 4 позиция по добыче газа (17,1 %).
В регионе развиты химическая и промышленность строительных материалов. Химическая промышленность региона является единственным производителем в стране технического углерода и йода, сульфата натрия, бишофита и полипропилена.
По производству электроэнергии (22,8 %) и нерудных строительных материалов (18,0 %) в 2013 году регион занимал второе место в Туркменистане, в велаяте производится 40,2 % цемента по стране.
Велаят является лидером по улову рыбы и добыче соли. Региону принадлежат самые большие площади сельскохозяйственных угодий, преобладающую часть которых составляют пастбища.
В зоне сухих субтропиков (Махтумкулийский и Этрекский этрапы) выращиваются субтропические культуры. В Сердарском и Берекетском этрапах выращиваются, в основном, пшеница и продовольственные бахчи.
Велаят является преимущественно животноводческим регионом. Доля продукции животноводства в общей стоимости продукции сельского хозяйства составляет 70,7 %. Здесь содержится 33,5 % общего поголовья верблюдов (второе место в стране). Балканский велаят занимает четвёртое место по поголовью мелкого рогатого скота (16,4 %). В 2013 году в хозяйствах велаята содержалось 3,6 % общего поголовья крупного рогатого скота и 6,6 % птицы. На долю региона приходится 8,5 % общего производства мяса, 5,3 % яиц, 16,1 % шерсти.
Основная продукция растениеводства велаята — пшеница (в 2013 году — 5,5 % общего сбора страны). На долю региона приходится 7,5 % общего производства плодов и ягод, 4,9 % картофеля и 3,5 % овощей.
Велаят является капиталоёмким регионом. На развитие его экономики в 2013 году было направлено 22,5 % от общего объёма инвестиций страны (третье место среди регионов), которые использованы на обустройство нефтяных и газовых месторождений, на развитие других отраслей промышленности и социальной сферы.

## Социальная сфера
В велаяте в 2013/2014 учебном году в 157 средних школах обучалось 74,9 тысяч учащихся.
Численность семейных врачей по системе Министерства здравоохранения и медицинской промышленности в 2013 году составила 239 человек, среднего медицинского персонала — 2,2 тысяч человек. Число госпитальных коек составило 2,4 тысяч единиц.
Обеспеченность общей площадью жилья на 1 человека в 2013 году составляла 16,4 квадратных метров.

## Транспорт

Железная дорога Казахстан-Туркменистан-Иран

Транспортная система региона в значительной степени выполняет транзитную функцию и представлена всеми видами транспорта. В 2013 году доля грузооборота велаята в стране составила 16,8 % (третье место), а пассажирооборота — 13,4 % (пятое место). По территории велаята проходит транснациональная железная дорога Казахстан — Туркменистан — Иран.

## Археология
В горах Большой Балхан, в 4 км к востоку от посёлка Джебел, находится пещера Джебел (Небит Даг), в которой советский археолог А. П. Окладников в 1949—1950 годах нашёл многослойный археологический памятник эпохи мезолита, неолита и начала бронзового века.
Древний город (крепость) IV—V вв. н. э. Игды-кала, расположенный на левом берегу Узбоя, вблизи колодцев Верхние Игды.

## Хякимы
| No | Имя                                    | Назначен   | Уволен     | Причина увольнения            |
| 1  | Пуханов, Реджепмамед                   | 26.06.1992 | 02.07.1997 | По собственному желанию       |
| 2  | Бабаев, Сердар                         | 02.07.1997 | 30.06.1999 | за недостатки в работе        |
| 3  | Дурдыев, Хабибулла Абдуллаевич         | 30.06.1999 | 11.09.2000 | переход на другую работу      |
| 4  | Аразов, Реджепбай Аразович             | 14.09.2000 | 07.07.2001 | переход на другую работу      |
| 5  | Артыков, Рустам                        | 09.07.2001 | 10.09.2002 | переход на другую работу      |
| 6  | Бердыев, Поран                         | 10.09.2002 | 15.11.2002 | за недостатки в работе        |
| 7  | Курбышов, Какагельды                   | 15.11.2002 | 15.10.2003 | за недостатки в работе        |
| 8  | Тагиев, Тачберды                       | 15.10.2003 | 03.03.2006 | переход на другую работу      |
| 9  | Губыев, Мередкули                      | 03.03.2006 | 25.10.2006 | за недостатки в работе, арест |
| 10 | Ниязлиев, Оразмурад                    | 25.10.2006 | 09.07.2010 |                               |
| 11 | Сатлыков, Сатлык                       | 09.07.2010 | 11.01.2013 | переход на другую работу      |
| 12 | Ходжамаммедов, Бяшиммырат Атамырадович | 11.01.2013 | 09.07.2015 | переход на другую работу      |
| 13 | Дурдыев, Дурды                         | 09.07.2015 | 13.01.2017 | переход на другую работу      |
| 14 | Сатлыков, Сатлык                       | 13.01.2017 | 05.07.2018 |                               |
| 15 | Дурдыев, Дурды                         | 05.07.2018 | 01.02.2020 |                               |
| 16 | Халлыев, Ата                           | 01.02.2020 |            | действующий                   |